# Vlajka Trinidadu a Tobaga

Trinidadsko-tobagská vlajka
Poměr stran: 3:5

Trinidadsko-tobagská námořní vlajka
Poměr stran: 1:2

Trinidadsko-tobagská námořní válečná vlajka
Poměr stran: 1:2

Vlajka Trinidadu a Tobaga byla přijata po vyhlášení nezávislosti v roce 1962. Tvoří ji červené pole s pokosem vedeným černým pruhem, jenž je lemován dvěma úzkými bílými proužky. Červená barva připomíná vitalitu státu a jeho lidu, sluneční teplo a energii, mírumilovnost a statečnost všech obyvatel. Černá barva symbolizuje lid ostrovů spojený navzájem pevnými pouty solidarity, jeho sílu, jednotu i bohatství země. Bílá pak je barvou vln moře, které obklopuje ostrovy, i barvou čistoty ideálů a rovnosti všech lidí pod sluncem.
Námořní vlajka je stejná jako vlajka státní, avšak s poměrem stran 1:2.
Námořní válečná vlajka je tvořena svatojiřským křížem na bílém poli s národní vlajkou Trinidadu a Tobaga v kantonu. Evidentní je britský vliv dle červené námořní vlajky (Red Ensign).

Rozměry trinidadsko-tobagské vlajky

## Historie

Trinidadsko-tobagská vlajka (1889–1958) Poměr stran: 1:2

## Commonwealth
Trinidad a Tobago je členem Commonwealthu (který užívá vlastní vlajku) a do vyhlášení republiky roku 1976 byl hlavou státu britský panovník (Commonwealth realm), kterého zastupoval generální guvernér (viz seznam vlajek britských guvernérů).
V roce 1960 byla navržena osobní vlajka Alžběty II., určená pro reprezentaci královny v její roli hlavy Commonwealthu na územích, ve kterých neměla jedinečnou vlajku – to byl i případ Trinidadu a Tobaga. 
Zřejmě v roce 1962 ale byla vytvořena speciální vlajka Alžběty II. na Trinidadu a Tobagu, poprvé ale byla užita až v roce 1966 při její návštěvě souostroví (viz seznam vlajek Alžběty II.). V roce 1976 se Trinidad a Tobago stalo republikou a vlajka pozbyla platnosti.

Osobní vlajka královny Alžběty II. (1960–1962/66) Poměr stran: 1:1
Vlajka Alžběty II. v Trinidadu a Tobagu (1962/66–1976) Poměr stran: 1:2
Vlajka generálního guvernéra Trinidadu a Tobaga (1962–1976) Poměr stran: 1:2

## Vlajka trinidadsko-tobagského prezidenta
Vlajka prezidenta Trinidadu a Tobaga byla zavedena v roce 1976, při vzniku republiky. Je tvořena tmavomodrým listem o poměru stran 3:5 s uprostřed umístěným státním znakem, lemovaný dvěma žlutými, vavřínovými ratolestmi.
V roce 1997 byla při inauguraci nového prezidenta (Arthur Napoleon Raymond Robinson) vlajka pozměněna: znak byl zvětšen a nově byl vyveden v barvách (předcházející znak na vlajce byl pouze zlatý).
Zákonem č. 1 z roku 2025 byl státní znak změněn. Změna spočívala v nahrazení tří lodí v červeném poli zlatým steelpanem (hudební nástroj pocházející z Trinidadu). Změna se zřejmě projeví i změnou vlajky prezidenta (prezidentky), popř. dalších vlajek, na kterých se státní znak vyskytuje.

Vlajka trinidadsko-tobagského prezidenta Poměr stran: 3:5, zobrazeno 2:3